# Церква Святої Параскеви Сербської (Застінка)
Церква Святої Параскеви Сербської в Застінці — парафія і храм греко-католицької громади Великобірківського деканату Тернопільсько-Зборівської архієпархії Української греко-католицької церкви в селі Застінка Тернопільського району Тернопільської области.

## Історія церкви
Існування парафії в Застінках у XIX столітті підтверджує напис на іконі святої великомучениці Варвари: «За високопреподобного о. Ісидора Студінського, пароха, сей образ справило общество Сестриць Тверезости до Церкви в Застінцях 1897».
На місці сучасного кам'яного храму колись стояла дерев'яна церква з дзвіницею. Кам'яну церкву збудували з 1902 по 1908 роки, після чого дерев'яну розібрали. Іконостас для нового храму був придбаний у церкві Різдва Христового в Тернополі, а розпис виконав місцевий митець Зиновій Римар.
Парафія належала до УГКЦ до 1946 року. З середини 1946 до 1958 року вона перебувала в юрисдикції РПЦ.
З 1958 по 1989 рік державна влада закрила храм. У 1989 році його відкрили в приналежності до РПЦ, але вже наприкінці того ж року парафія знову повернулася в лоно УГКЦ.
27 жовтня 2003 року владика Михаїл Сабрига здійснив першу єпископську візитацію і освятив новорозписану церкву, розпис якої оплатив виходець із села Роман Стиран.
Остання візитація відбулася у 2011 році, коли парафію відвідав владика Василій Семенюк.
При парафії діють братство Матері Божої Неустанної Помочі та Вівтарна дружина. На території є кам'яний хрест, встановлений Григорієм Мацковим у 1831 році під час епідемії холери, а також кам'яна постать Ісуса Христа (1902) і невелика капличка (1896).

## Парохи
- о. Йосиф Студінський,
- о. Олександр Маринович,
- о. Юліан Юрик,
- о. Горюн,
- о. Іван Дідух,
- о. Яків Білоскурський,
- о. Богдан Голуб,
- о. Володимир Зарічний,
- о. Олексій Полівчак,
- о. Василь Павлишин (1989—1990),
- о. Павло Репела (1990—1992),
- о. Тарас Рогач (1992—1996),
- о. Василь Собчук (з 16 липня 1996).